# Castalius approximatus
Castalius approximatus är en fjärilsart som beskrevs av Butler 1886. Castalius approximatus ingår i släktet Castalius och familjen juvelvingar. Inga underarter finns listade i Catalogue of Life.